# Маша (медведица)
Медве́дица Ма́ша (род. 1988) — самка европейского бурого медведя, живущая в вольере в Ярославском музее-заповеднике (территория бывшего Спасо-Преображенского монастыря), олицетворение медведя с герба Ярославля.

## Биография
Маша родилась в 1988 году в лесу в Устюженском районе Вологодской области. Браконьеры убили спящую мать, оставив годовалую Машу и её брата одних. Когда берлогу около деревни Брилино обнаружили лесники, брат уже умер. Машу увезли в деревню, где она долгое время жила в сарае у одного из охотников. Когда медведица подросла, остро встал вопрос о её переезде в другое место жительства. Маша стала уже взрослой и выбегала из сарая. Бегая по участку, она стала пугать жителей. Медведицу купил предприниматель из Переславля-Залесского, содержал он её в клетке в городском парке.
Через 2 года, когда Маша выросла и клетка стала для неё мала, хозяин отвёз медведицу в Ярославль и безуспешно попытался продать в цирк, после чего оставил в Ярославском музее-заповеднике, в котором она и живёт до сих пор. Для Маши на территории бывшего Спасо-Преображенского монастыря был сконструирован вольер с домиком-берлогой для зимней спячки. В 2003 году, благодаря меценатам, он был расширен в два раза, появилась ванна для купания и игрушки-шины.
В 1994 году умер первый смотритель вольера и возникли трудности с уходом за медведицей, разрешившиеся в 1995 году с приходом Германа Александровича Малышева, бывшего опекуном Маши до 2006 года. Нынешний смотритель вольера — Наталья Соболева.
23 августа 2005 года медведица откусила ступню нарушившей технику безопасности пожилой женщине, помогавшей за ней ухаживать.
Масса Маши около 200—230 кг, рост более 2 м. Съедает около 30 кг в день: зелень, фрукты, овощи, хлеб, а также мёд, рыба, суп, любит сладости. За годы жизни в музее ни разу не болела. Ежедневно проходит по своей клетке по 30 км.
Маша стала живым символом города — ведь с медведем связана легенда об основании Ярославля, на гербе города изображён медведь.